# Antologia (Pierangelo Bertoli)
Pierangelo Bertoli - Antologia è un doppio CD pubblicato nel 2007 che raccoglie 24 canzoni di Pierangelo Bertoli.

## Tracce

### CD 1
1. Maddalena – 5:08
2. C'era un tempo – 4:05
3. Sera di Gallipoli – 4:48
4. I miei pensieri sono tutti lì – 4:25
5. Cristalli di memoria – 3:05
6. Eppure soffia – 2:49
7. Cent'anni di meno – 3:50
8. Chi sa perché – 4:21
9. Pescatore (con Fiorella Mannoia) – 4:11
10. Certi momenti – 4:41
11. A muso duro – 4:42
12. Voglia di libertà – 3:40

### CD 2
1. Caccia alla volpe – 4:43
2. La Luna sotto casa (live) – 3:53
3. Per dirti t'amo – 3:04
4. Sogni di rock'n'roll – 4:34
5. Bartali – 2:55
6. Varsavia – 5:07
7. Vedrai, vedrai – 3:50
8. Alete e al ragasol – 2:39
9. Filastrocca a motore – 4:14
10. Due occhi blu – 3:00
11. Il centro del fiume – 4:29
12. Leggenda antica – 3:54